# 암시
암시(暗示, suggestion)는 한 사람이 다른 사람의 생각, 감정, 행동을 유도하는 심리학적 과정(paychological process)이다.
윌리엄 제임스(William James) 등 19세기 심리학 저자들은, 특정 개념이 다른 개념을 마음 속에 떠올리게 할 때 또다른 것을 '암시한다(suggest)'고 하는 특정한 개념의 맥락 하에, "suggest"와 "suggestion"이라는 단어를 사용하였다. 최면(hypnosis)에 관한 클라크 레오나드 헐(Clark Leonard Hull) 등의 초기 과학 연구들은 특별한 기법상의 의미에서 이러한 단어의 의미를 확장하였다(Hull, 1933).
에밀 쿠에(1857~1926)는 치료적 암시의 이해와 응용을 개발한 중대한 선구자이다.
최면 암시(hypnotic suggestion)에 관한 신경정신학 이론의 원형은, 1852년 윌리엄 카펜터(William Benjamin Carpenter)가 주장한 바, 외과의사 제임스 브레이드(James Braid)가 최면 현상(hypnotic phenomena)을 만드는 원칙이라고 한 관념운동학적 반사 반응(ideomotor reflex response)에 기반한 것이었다.

## 에밀 쿠에
에밀 쿠에(Émile Coué, 1857–1926)는 치료 암시(therapeutic suggestion)를 실상에 적용하는 것에 대한 이해를 확산시키는데 있어 선구자와 같은 인물이다. 칙(Cheek)과 르크론(LeCron) 연구에 의히면, 암시에 관한 현재 지식 대부분은 쿠에에서 기원한다(1968, p.60). 마음의 인지적 미세환경(cognitive microenvironment)을 가득 채우려는 의도로, 쿠에의 치료법은 다음 네 가지 반박 여지가 없는 원칙에 기반하였다.
(1) 암시는 신체 현상(somatic phenomena)을 만들 수 있다.
(2) 특정한 암시는 특정한 신체적 결과물을 낳는다.
(3) 암시는 기능이나 정서 관련 증상에 효과가 있는 만큼, 신체나 장기 관련 증상 치료에도 효과가 있다.
(4) 신체 증상에 대한 암시 치료가 효과가 있다고 해서 애초부터 통증이 상상이었다는 것은 아니다.

## 최면

### 트랜스와 암시
최면(hypnosis)에 대한 현대 과학 연구는 헐의 성과를 바탕으로 하는 바, 트랜스(trance)와 암시 두 요소가 있다. 트랜스를 통해 유도되는 마음 상태(state of mind)는 최면 유도(hypnotic induction) 과정을 통해 발생하게 된다. 최면 유도에서는 주로 피최면자에게 최면 상태로 들어가게 된다고 지시하고 암시한다. 피최면자가 최면에 빠지면 최면가(hypnotist)는 추구 효과(sought effect)를 일으킬 수 있는 암시를 한다. 암시성(suggestibility) 혹은 민감성(susceptibility) 측정을 위한, 혹은 최면 재능(hypnotic talent)이라는 것을 가진 이들을 대상으로 흔히 사용되는 암시로는, 팔이 가벼워 지고 있으며 공중에 떠오르게 돤다는 것 혹은 파리가 머리 주변에 맴돌고 있다는 것이 있다. 팔이 떠오른다는 암시를 받는 피최면자의 흔한 반응은 이러한 효과가 비자발적으로 발생한다고 인식하는 것이다.

### 과학적 최면주의
주요 특징은 암시를 만드는 것(making of a suggestion)이 아니라 암시를 받아들이는 것(taking of a suggestion)이라고 한
피에르 자네(Pierre Janet)의 관점(1920, pp.284–285)과 동일선상에서, 안드레 뮐러 바이첸호퍼(André Muller Weitzenhoffer)(2000, passim)는 과학적 최면주의(scientific hypnotism)는 피최면자에게 암시를 전달하는 것에 초점을 맞춰야 한다고 주장하였다. 또한 예이츠(Yeates)의 주장(2016b, p.35)에 의하면, 이런 암시는 유도(eliciting)의 의도를 갖고 전달해야 한다.
(1) 부분적으로 활동성 있는 정신 상태(mental state) 혹은 생리학적 과정(physiological process)에 대한 자극(stimulation)
(2) 휴면 상태의 정신 상태 혹은 생리학적 과정에 대한 각성(awakening)
(3) 잠재된 정신 상태 혹은 생리학적 과정에 대한 활성화(activation)
(4) 기존에 가지고 있던 인지(perceptions), 사고(thoughts), 감정(feelings), 행동(behaviours)의 변화(alteration)
(5) 혹은 완전히 새로운 인지, 사고, 감정, 행동

### 시간적 측면
또한, 예이츠의 이론(2016b, pp.35–36)에 의하면 암시는 네가지 시간 측면이 있다.
(1) 전최면 암시(pre-hypnotic suggestion) : 본격적인 유도(induction)에 앞서 주어짐
(2) 최면 영향 중의 암시(suggestions for within-hypnotic influence) : 특정한 회기중 산물(within-session outcome) 유도
(3) 후최면 효과용 암시(suggestions for post-hypnotic influence) : 특정한 회기후 산물(post-session outcome) 유도
(i) 즉각 효과(immediate influence) ("그리고, 오늘 이곳을 떠나자마자 당신은 곧 ...")
(ii) 단기 효과(shorter-term influence) ("그리고, 당신이 ... 할 때마다")
(iii) 장기 효과(longer-term influence)("그리고, 시간이 지나면 당신은 점점 ...")
(iv) 특정순간 효과(specific-moment influence) : 베른하임(Bernheim)이 말한 '장리적인 만기일이 있는 암시(suggestions à longue échéance)', 즉 '긴 시간 이후에 깨게 되는 안시(suggestions to be realised after a long interval)'이다. 이는 (i) 훗날 의도된 시간에 특정 효과를 낳도록 설계되거나 (ii) 지정된 시간 전에는 영향이 없거나 (iii) 기한이 끝난 후에도 효과가 없도록 되어 있다(Barrows, 1896, pp.22–23).
(4) 후최면 암시(post-hypnotic suggestions) : 최면이 끝났지만 아직 평소 상태로 돌아오지 않은 피최면자에게 거는 것

## 같이 보기
- 태도

## 참고 자료
- Yeates, L.B., James Braid: Surgeon, Gentleman Scientist, and Hypnotist, Ph.D. Dissertation, School of History and Philosophy of Science, Faculty of Arts & Social Sciences, University of New South Wales, January 2013.
- Yeates, Lindsay B. (2016a), "Émile Coué and his Method (I): The Chemist of Thought and Human Action", Australian Journal of Clinical Hypnotherapy & Hypnosis, Volume 38, No.1, (Autumn 2016), pp.3–27.
- Yeates, Lindsay B. (2016b), "Émile Coué and his Method (II): Hypnotism, Suggestion, Ego-Strengthening, and Autosuggestion", Australian Journal of Clinical Hypnotherapy & Hypnosis, Volume 38, No.1, (Autumn 2016), pp.28–54.
- Yeates, Lindsay B. (2016c), "Émile Coué and his Method (III): Every Day in Every Way", Australian Journal of Clinical Hypnotherapy & Hypnosis, Volume 38, No.1, (Autumn 2016), pp.55–79.